# Regumiel de la Sierra
Regumiel de la Sierra è un comune spagnolo di 356 abitanti situato nella comunità autonoma di Castiglia e León.